# Catastrofă malthusiană

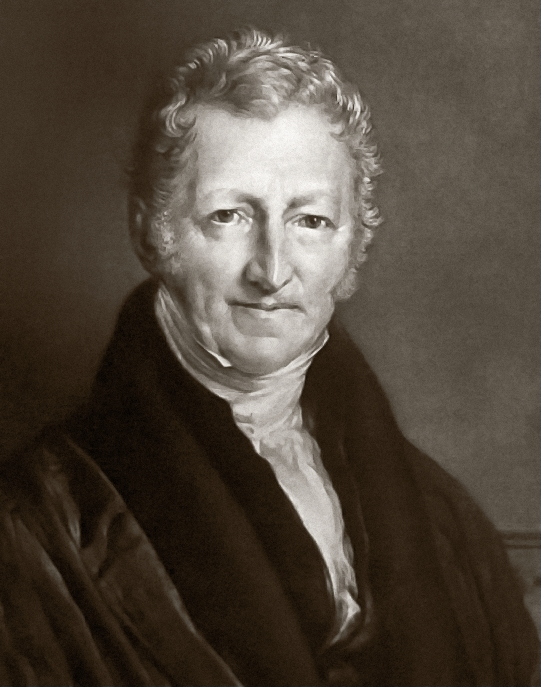
Thomas Robert Malthus

O catastrofă malthusiană (numită și coșmarul malthusian, criza malthusiană, dezastrul malthusian sau capcana malthusiană) a fost definită inițial ca fiind condițiile de revenire forțată la un nivel de subzistență ca urmare a creșterii populației în timp ce producția agricolă nu mai este suficientă. Definițiile mai iau în considerare limitele de creștere economică, precum epuizarea petrolului. Bazat pe lucrările de economie politică ale lui Thomas Malthus (1766–1834), teoriile catastrofei malthusiene sunt foarte similare cu legea de fier a salariului. Principala diferență este că teoriile malthusiene prezic ce se va întâmpla peste mai multe generații sau secole, în timp ce legea de fier a salariului prezice ce se va întâmpla peste câțiva ani sau decenii.
Malthusianismul, teoria fondată de Thomas Robert Malthus, susținea că populația ar crește în progresie geometrică în timp ce mijloacele de subzistență sporesc în progresie aritmetică. Malthusianismul încerca să demonstreze că suprapopulația și sărăcia s-ar datora acțiunii unor legi „naturale”, „veșnice”. După Malthus, populația se va dezvolta întotdeauna până la limita subzistenței. Numai „viciul”, „mizeria” și „reținerea morală” ar putea controla creșterea excesivă a populației.